# José Froilán González
José Froilán González (Arrecifes, Provincia de Buenos Aires; 5 de octubre de 1922-Ciudad de Buenos Aires; 15 de junio de 2013), más conocido como Froilán González o simplemente Froilán, fue un piloto de automovilismo argentino y preparador de coches de competición. Desarrolló su carrera deportiva a nivel nacional e internacional, compitiendo en las categorías Turismo Carretera y Fórmula 1.
Debutó en la máxima divisional del automovilismo mundial, en el Gran Premio de Mónaco de 1950, compitiendo para la escudería Maserati. Un año después, fichó para la Scuderia Ferrari, equipo del que tuviera el honor de ser su primer ganador en un GP de Fórmula 1. Obtuvo un total de dos victorias y 15 podios en 26 carreras largadas. Fue subcampeón en 1954, tercero en 1951.
En competencias de Fórmula 1 no puntuables para el Campeonato, ganó 6, siempre conduciendo un Ferrari. En 1951, obtuvo la victoria en XX Circuito di Pescara (Pescara, 15 de agosto). En 1952, sumó dos victorias, la primera en el XI Grande Prĕmio Cidade do Rio de Janeiro (Gãvea, 20 de enero) y la segunda, en el IV Richmond Trophy (Goodwood, 14 de abril).Recién en 1954, conseguiría las últimas tres consagraciones, en racha consecutiva: el III Grand Prix de Bordeaux (Bordeaux, 9 de mayo), el IV BRDC International Trophy (Silverstone, 15 de mayo) y por último, el VII Gran Premio di Bari (Bari, 22 de mayo).

## Trayectoria
Sus inicios tuvieron lugar en la categoría Fuerza Limitada, donde Froilán compitió al comando de un Chevrolet 4 cilindros utilizando el seudónimo "Canuto". El motivo del mismo, fue el de desviar la atención de sus familiares, principalmente de su padre, quienes no aprobaban la idea de que su hijo compitiese en automovilismo. Con este automóvil, obtuvo su primera victoria en Unquillo en el año 1948.

"Yo corría en la Fuerza Limitada. Lo hice con un Chevrolet 4 y me puse el seudónimo "Canuto". Era el nombre del payaso de un circo que había visitado Arrecifes. Mis padres no tenían que enterarse. Pero viste cómo es esto, siempre hay alcahuete. Ya en 1948, en Unquillo, gané con mi nombre. Me dieron 650 pesos y me vinieron muy bien"
José Froilán González

Debutó en el año 1947 en el Turismo Carretera, compitiendo en la 5.ª edición de las Mil Millas Argentinas, con el número 98, al comando de un vehículo Dodge, midiéndose con rivales de la talla de Juan Manuel Fangio, Oscar Alfredo Gálvez y Juan Gálvez. Con Fangio, la rivalidad continuaría fuera del país, ya que ambos seguirían sus carreras deportivas compitiendo en la Fórmula 1, en la que debutaron en el año 1950, siendo en Fangio fichado por Alfa Romeo y González por Maserati.
Froilán corrió 26 Grandes Premios en nueve temporadas (1950 a 1957 y 1960), consiguió dos victorias, la primera el 14 de julio (Gran Premio de Gran Bretaña de 1951), convirtiéndose en el primer piloto de Ferrari en ganar una carrera, y el Gran Premio de Gran Bretaña de 1954), siete segundos puestos, cuatro terceros lugares, tres poles, y seis vueltas rápidas. En total sumó 72,14 puntos para el campeonato. Ganó la Coppa Acerbo, y las 24 Horas de Le Mans en 1954. Asimismo, ese año obtendría su máximo galardón personal, al alcanzar el subcampeonato de la Fórmula 1, detrás nada más ni nada menos que de su amigo y rival Juan Manuel Fangio, elaborando un inédito 1-2 para la Argentina en la máxima categoría mundial. Sus compañeros lo apodaban Pepe o El Cabezón.
Compitiendo en las categorías de Fuerza Libre y Limitada, antecesoras de la Fórmula 1 Mecánica Argentina, entre 1947 y 1948 obtuvo 11 triunfos. Tras su paso por el terreno internacional, volvió a las pistas entre 1958 y 1959, ganando los campeonatos de Fuerza Libre, al comando de una unidad Chevrolet.
Tras su retiro como piloto profesional de automovilismo, decidió dar paso a su carrera como preparador de automóviles de competición. De esta forma, Froilán pasó a ser reconocido en su faceta como preparador, atendiendo y preparando coches tanto para Turismo Carretera, como para las categorías de Fuerza Libre. En la primera, se caracterizó por preparar prototipos con mecánica Chevrolet, siendo los más recordados los prototipos Chevitú y Chevitres. Mientras que para Fuerza Libre, llegaría a importar dos chasis italianos, el primero de ellos, un Ferrari al cual motorizaría con un Chevrolet V8 y el segundo, un Maserati con motorización Jeep. Entre los pilotos que más compitieron bajo su mando, figuraban Jorge Cupeiro y Carlos Marincovich. En 1980 recibió el Premio Konex - Diploma al Mérito como uno de los 5 mejores automovilistas de la historia en Argentina.

"Yo siempre fui chevroletista. Pero un día, siendo yo camionero, pasé por el barrio de Once y le compré un auto al Colorado Augusto McCarthy, que era de la época de mi tío, Julio Pérez. Era una Dodge. En mi pueblo me querían matar. Pero yo quería correr..."
José Froilán González

Falleció el 15 de junio de 2013 a la edad de 90 años, como consecuencia de una enfermedad respiratoria. Dos meses antes, había sido internado en el Instituto Fleming de la Ciudad de Buenos Aires, donde se tenía previsto intervenirlo quirurgicamente por esta dolencia. Hasta el momento de su muerte, era uno de los dos últimos supervivientes que quedaban de aquellos pilotos que compitieron en la temporada 1950 de Fórmula 1, junto al francés Robert Manzon (1917-2015).
A su entierro en el cementerio de su natal Arrecifes asistieron sus familiares, amistades, las autoridades municipales y referentes de diversas instituciones locales y nacionales. Por decisión de su familia no se realizó homenaje alguno.

## La primera victoria de Ferrari

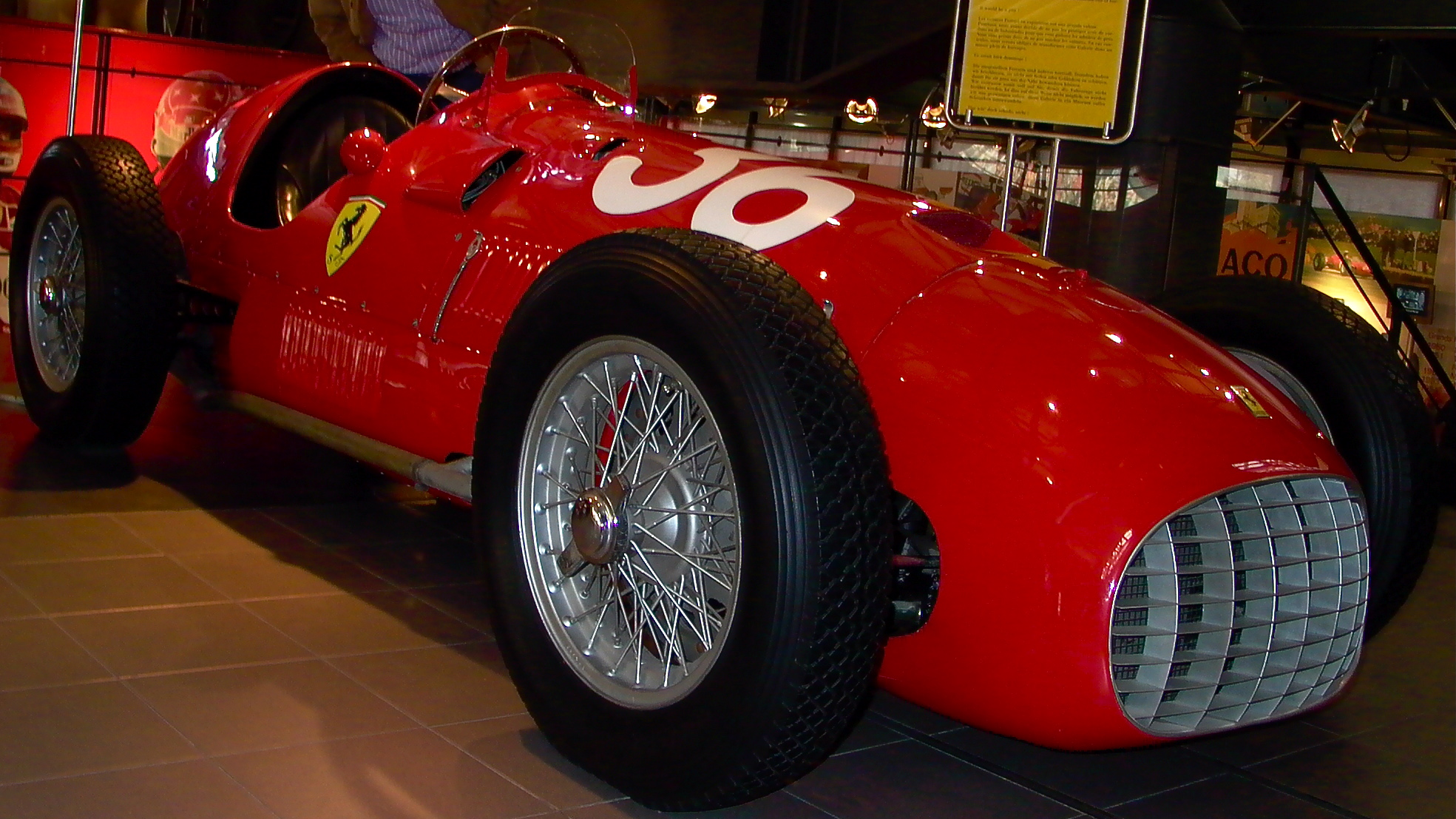
Ferrari 375 F1, modelo con el que José Froilán González obtuviera la primera victoria de Scuderia Ferrari en Fórmula 1, en el Gran Premio de Gran Bretaña de 1951.

Un hito que marcó la historia de Froilán González en la Fórmula 1, fue el hecho de haberse convertido en el primer piloto en conquistar una competencia para la Scuderia Ferrari en esta categoría. El hecho, tuvo lugar el 14 de julio de 1951 en el Gran Premio de Gran Bretaña corrido en el Circuito de Silverstone. Allí, Froilán conseguiría establecer su hito al derrotar a las hasta ahí imbatibles "Alfettas" del equipo Alfa Romeo, capitaneadas por el compatriota de Froilán, Juan Manuel Fangio. Esta victoria, le significó a Froilán mantener el vínculo con la casa italiana en las siguientes competencias y en los próximos cuatro años, donde en 1954 se alzó con el subcampeonato, logrando un hito a nivel mundial para su país, al posicionarse por detrás del entonces campeón Fangio. Por esta hazaña, Froilán fue objeto de múltiples homenajes y reconocimientos por parte de la casa italiana.
El 14 de julio de 2001, se cumplieron los 50 años de aquella epopeya trazada por González a nivel mundial, coincidiendo la fecha con el desarrollo de las sesiones clasificatorias del Gran Premio de Gran Bretaña de esa temporada. En esta fecha, la Scuderia Ferrari tuvo espacio para festejar el cincuentenario de su primer triunfo, poniendo en pista el mítico modelo 375 bajo la conducción del alemán Michael Schumacher, sin embargo esta unidad no era el coche que piloteó Froilán, sino una unidad similar con la que su compañero Alberto Ascari obtuvo la victoria en los Grandes Premios de Alemania e Italia de ese año.
En el año 2002, en la previa del Gran Premio de Italia y con motivo de celebrarse las 100 victorias de Ferrari en la F1, Froilán fue nuevamente objeto de un reconocimiento al recibir de manos de directivos de la escudería y de la petrolera Shell (socio comercial de Ferrari), una estatuilla recordando la epopeya del '51.
Por último, de manera similar al reconocimiento del año 2001, el 10 de julio de 2011 se realizaron los festejos por los 60 años del primer triunfo de Ferrari en la Fórmula 1, también en el marco del Gran Premio de Gran Bretaña. En esta oportunidad, el honor de pilotear la unidad que Froilán llevara al triunfo por primera vez le cupo al español Fernando Alonso, quien se exhibió a los mandos del 375 ante el público presente.

## Resultados

### Fórmula 1
(Clave) (negrita indica pole position) (cursiva indica vuelta rápida)

| Año     | Escudería                 | 1       | 2       | 3       | 4       | 5     | 6       | 7     | 8     | 9   | 10  | Pos. | Puntos           |
| ------- | ------------------------- | ------- | ------- | ------- | ------- | ----- | ------- | ----- | ----- | --- | --- | ---- | ---------------- |
| 1950    | Scuderia Achille Varzi    | GBR     | MON Ret | 500     | SUI     | BEL   | FRA Ret | ITA   |       |     |     | NC   | 0                |
| 1951    | José Froilán González     | SUI Ret | 500     |         |         |       |         |       |       |     |     | 3.º  | 24 (27)          |
| 1951    | Enrico Platé              |         |         | BEL DNP |         |       |         |       |       |     |     | 3.º  | 24 (27)          |
| 1951    | Scuderia Ferrari          |         |         |         | FRA 2   | GBR 1 | GER 3   | ITA 2 | ESP 2 |     |     | 3.º  | 24 (27)          |
| 1952    | Officine Alfieri Maserati | SUI     | 500     | BEL     | FRA     | GBR   | GER     | NED   | ITA 2 |     |     | 9.º  | 6 1⁄2            |
| 1953    | Officine Alfieri Maserati | ARG 3   | 500     | NED 3   | BEL Ret | FRA 3 | GBR 4   | GER   | SUI   | ITA |     | 6.º  | 13 1⁄2 (14 1⁄2)  |
| 1954    | Scuderia Ferrari          | ARG 3   | 500     | BEL 4   | FRA Ret | GBR 1 | GER 2   | SUI 2 | ITA 3 | ESP |     | 2.º  | 25 1⁄7 (26 9⁄14) |
| 1955    | Scuderia Ferrari          | ARG 2   | MON     | 500     | BEL     | NED   | GBR     | ITA   |       |     |     | 17.º | 2                |
| 1956    | Officine Alfieri Maserati | ARG Ret | MON     | 500     | BEL     | FRA   |         |       |       |     |     | NC   | 0                |
| 1956    | Vandervell Products Ltd.  |         |         |         |         |       | GBR Ret | GER   | ITA   |     |     | NC   | 0                |
| 1957    | Scuderia Ferrari          | ARG 5   | MON     | 500     | FRA     | GBR   | GER     | PES   | ITA   |     |     | 21.º | 1                |
| 1960    | Scuderia Ferrari          | ARG 10  | MON     | 500     | NED     | BEL   | FRA     | GBR   | POR   | ITA | USA | NC   | 0                |
| Fuente: |                           |         |         |         |         |       |         |       |       |     |     |      |                  |

### 24 Horas de Le Mans
| Año  | Equipo              | Copilotos           | Automóvil                      | Clase | Vueltas | Pos. | Pos. Clase |
| ---- | ------------------- | ------------------- | ------------------------------ | ----- | ------- | ---- | ---------- |
| 1950 | Automobiles Gordini | Juan Manuel Fangio  | Simca-Gordini T15S Compresseur | S 3.0 | 95      | DNF  | DNF        |
| 1951 | Henri Louveau       | Onofre Marimón      | Talbot-Lago T26 GS             | S 5.0 | 128     | DNF  | DNF        |
| 1953 | Scuderia Lancia     | Clemente Biondetti  | Lancia D.20 Compressor         | S 8.0 | 213     | DNF  | DNF        |
| 1954 | Scuderia Ferrari    | Maurice Trintignant | Ferrari 375 Plus               | S 5.0 | 302     | 1.º  | 1.º        |